# Nanochromis transvestitus
Nanochromis transvestitus és una espècie de peix de la família dels cíclids i de l'ordre dels perciformes que es troba a Àfrica, a la conca del riu Congo.
Els mascles poden assolir els 3,4 cm de longitud total.